# Xã Decatur, Quận Burt, Nebraska
Xã Decatur (tiếng Anh: Decatur Township) là một xã thuộc quận Burt, tiểu bang Nebraska, Hoa Kỳ. Năm 2010, dân số của xã này là 667 người.